# Yumi

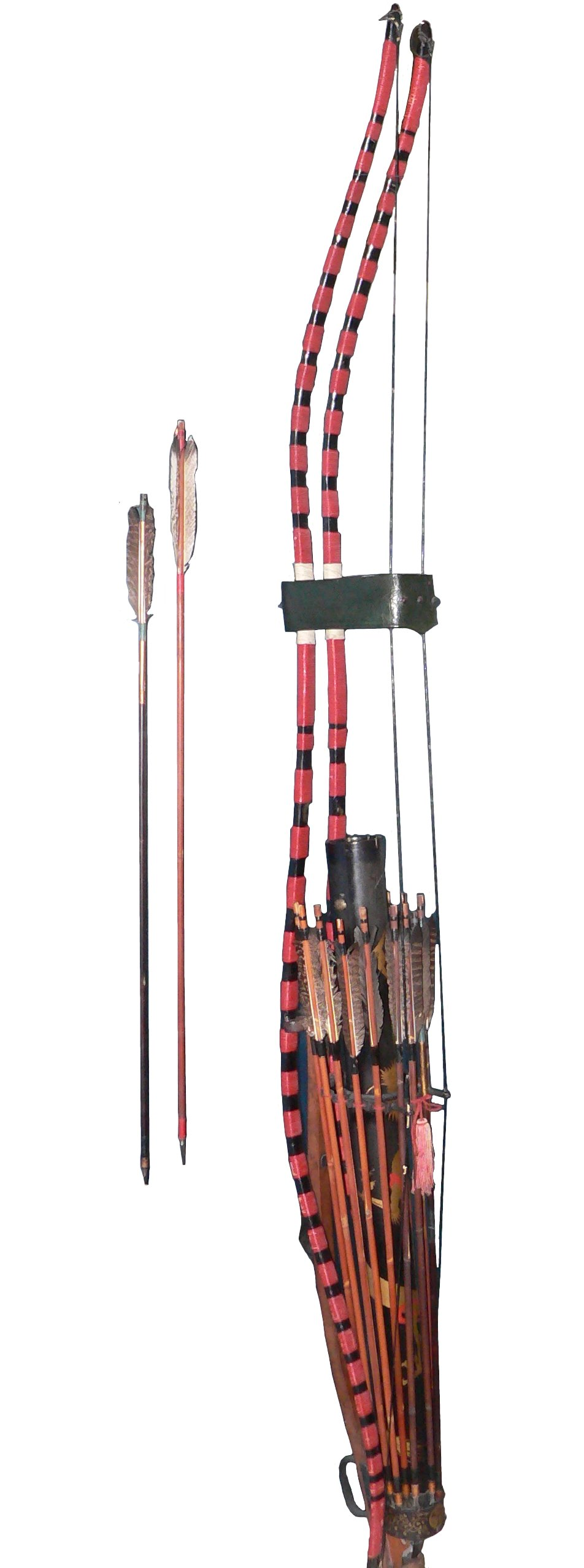
Flechas japonesas (ya) ao lado de dois arcos Yumi.

Yumi é como são chamados os diferentes tipos de arco japoneses (como o Daikyu que media em torno de 2,20 metros, um arco longo, e o Hankyu medindo aproximadamente  1,5 metros, um arco curto) utilizados no Kyudo, Kyujutsu, Kyubado e Yabusame. Os arcos tradicionais são feitos de bambu, madeira e couro, e seu processo de fabricação é muito interessante.
Consiste em duas laminas de bambu coladas com pressão em torno de tiras de bambu e de madeira, curvado de uma forma específica para obter sua curvatura única e assimétrica.
Variando sua potência conforme desejada. Alguns arcos são pintados e laqueados em diferentes cores e adornados com amarras que servem para dar maior pressão ao arco. Atualmente alguns arcos são feitos de materiais sintéticos como fibra de vidro e de carbono.

## Tamanhos
Os yumi são divididos por categorias que se adaptam de acordo com o tamanho de flecha do arqueiro. Sendo cada um nomeados da seguinte forma 
| Altura do arqueiro | Abertura (yazuka) | Tamanho recomendado do arco (comprimento total) | Nome do arco   |
| ------------------ | ----------------- | ----------------------------------------------- | -------------- |
| menor que 150cm    | menor que 85cm    | 212cm                                           | Sansun-Tsumari |
| 150 ~ 165cm        | 85 ~ 90cm         | 221cm                                           | Namisun        |
| 165 ~180cm         | 90 ~100cm         | 227cm                                           | Nisun-nobi     |
| 180 ~195cm         | 100 ~ 105cm       | 233cm                                           | Yonsun-nobi    |
| 195 ~205cm         | 105 ~110cm        | 239cm                                           | Rokusun-nobi   |
| maior que 205cm    | maior que 110cm   | 245cm                                           | Hassun-nobi    |

1. ↑   KYUDO Equipment: Bows. Bows. 2012. Disponível em: https://www.kyudo.com/kyudo-e5.html. Acesso em: 11 mar. 2024.